# Askvoll
Askvollⓘ ist eine Kommune in Sunnfjord in der Provinz Vestland in Norwegen. Sie liegt direkt am Atlantik. Die Kommune hat eine Fläche von 326 km² und hat 2930 Einwohner (Stand 1. Januar 2025). Verwaltet wird die Kommune von dem Ort Askvoll aus. Die höchste Erhebung ist der Blægja mit einer Höhe von 1304 Metern.

## Geografie

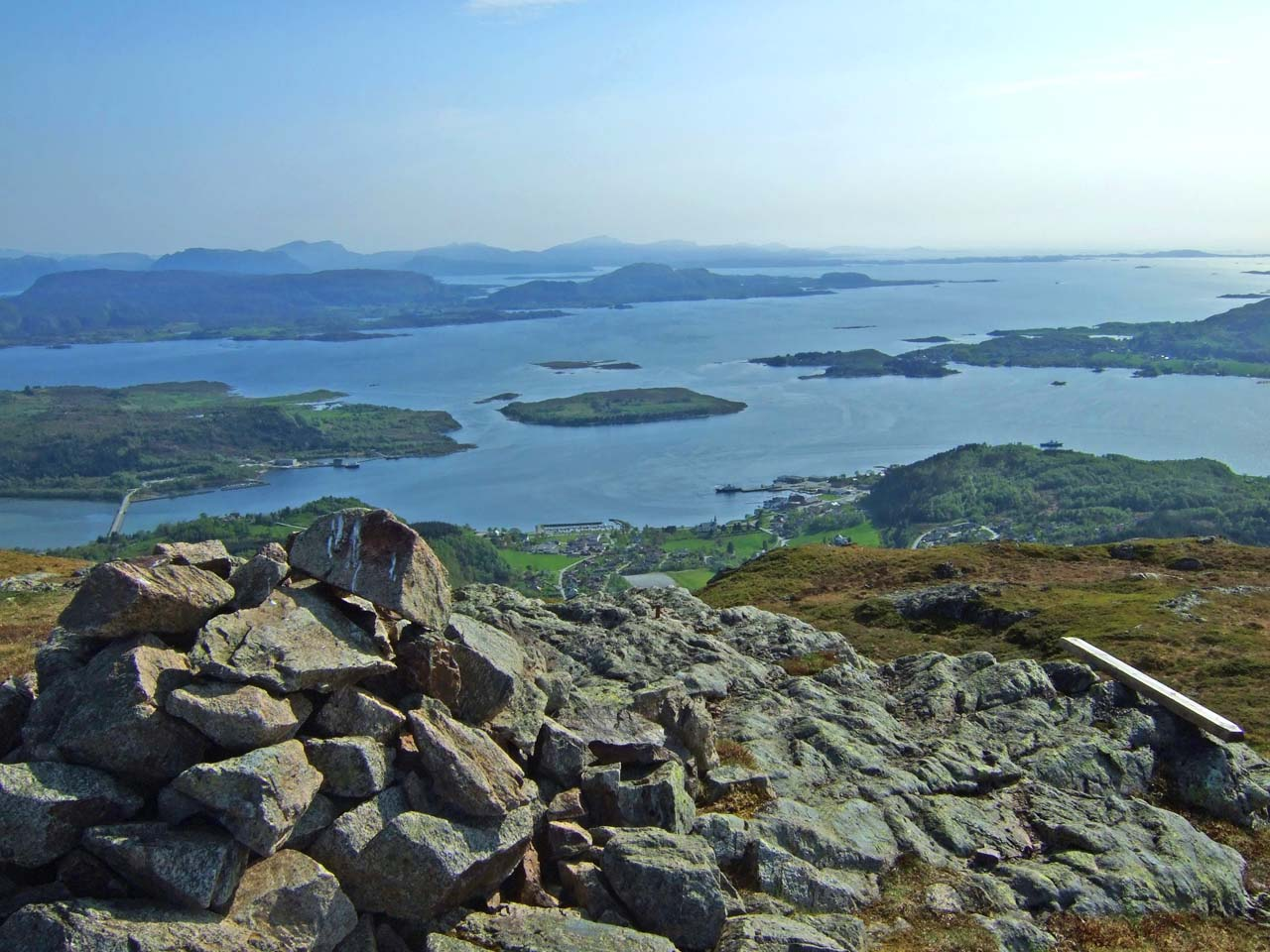
Blick vom Fristadfjellet über den Kernort Askvoll auf die Asvika-Bucht und den Vilnesfjorden

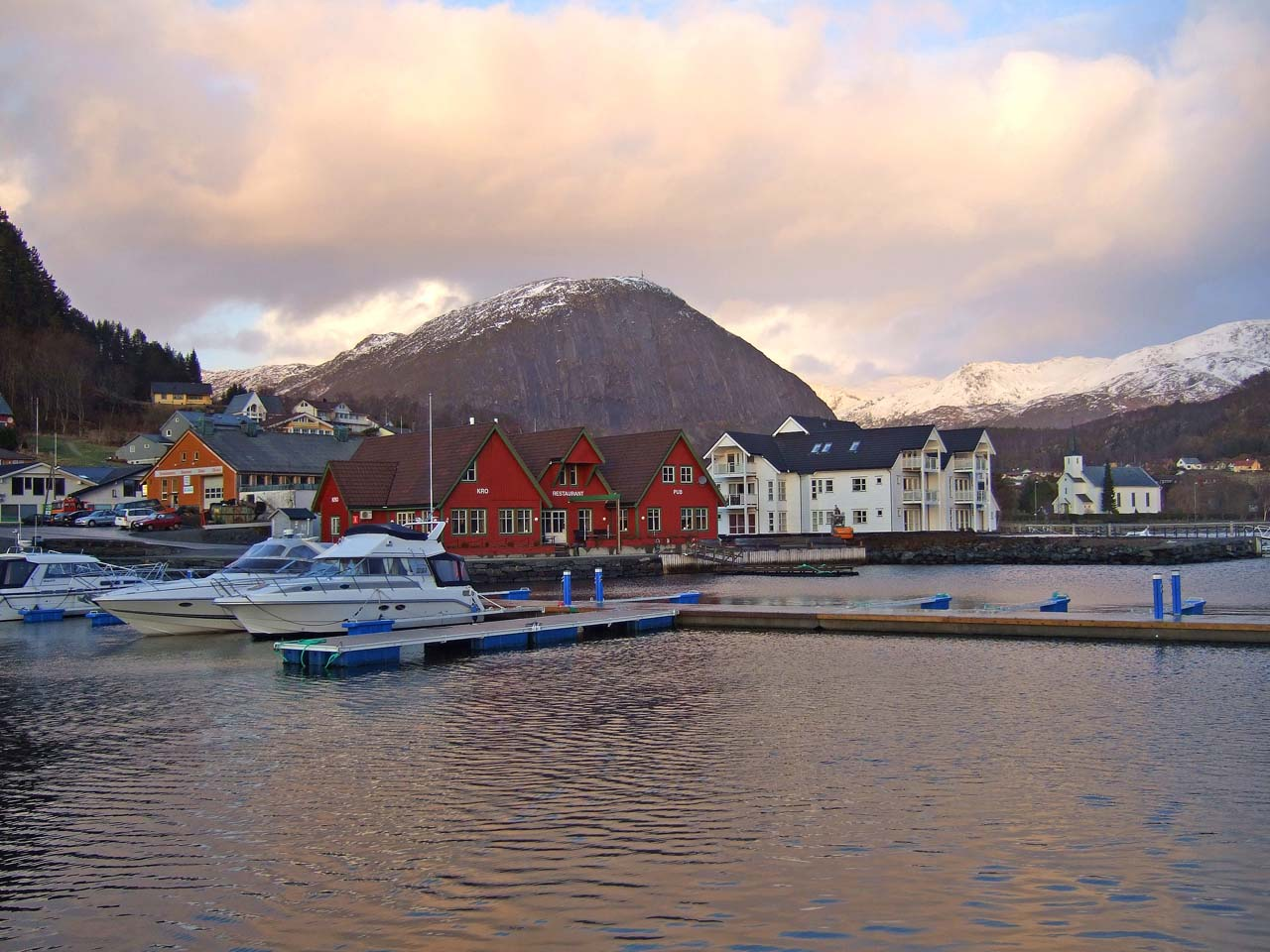
Der Hafen von Askvoll

### Geografische Lage
Askvoll liegt in der westnorwegischen Provinz Vestland, die zum 1. Januar 2020 aus den bisherigen Provinzen Sogn og Fjordane und Hordaland gebildet wurde. Askvoll liegt auf dem Gebiet der vormaligen Provinz Sogn og Fjordane. Die Kommune erstreckt sich über eine Fläche von 326 km² mit einer Nord-Süd-Ausdehnung von 24,7 km und einer Ost-West-Ausdehnung von 52,7 km. Im Westen stellen die Værlandet die Grenze dar und im Osten wird sie von der Kommune Sunnfjord begrenzt. Dazwischen befindet sich ein teilweise steil aus dem Meer ansteigender Mittelgebirgskamm, dessen höchsten Punkt der Gipfel des Blægja mit 1304 moh. darstellt. Im Süden wird die Kommune durch einen langen Fjord begrenzt, der sich in Bue-, Vilnes- und Dalsfjorden untergliedert. Im Norden begrenzen der Stavfjord und der Førdefjord die Kommune.

### Kommunengliederung
Die Kommune Askvoll besteht aus zahlreichen Einzel- und Streusiedlungen, darunter die ehemalige Bergarbeitersiedlung Grimelid, sowie vier größeren Siedlungen (Tettstader):
- Askvoll (Hauptort)
- Holmedal
- Stongfjorden
- Herland (auf Atløy)

### Nachbargemeinden
Askvoll grenzt im Osten an die Kommune Sunnfjord. Ohne direkte Landverbindungen grenzt Askvoll zudem im Norden im Førdefjord an die Kommune Kinn sowie im Süden an die Kommune Fjaler, deren Landfläche sich südlich des Dalsfjords befindet.

## Geschichte

### Etymologie
Der Name des Hauptorts Askvoll sowie daraus resultierend der Kommunenname leiten sich von einem gleichnamigen Bauernhof ab, (Altnordisch Askvǫllr) da bei diesem die Kirche des heutigen Ortes, die Askvoll kyrkje errichtet wurde. Das Wort setzt sich aus der Silbe „ask“ (deutsch: Esche) und voll (deutsch: Wiese) zusammen.

### Geschichte der Kommune
Die Kommune Askvoll wurde am 1. Januar 1838 als Formannskapsdistrikt gegründet. Ursprünglich war die Gemeinde identisch mit der Pfarrei Askvoll (Prestegjeld) mit den Unterpfarreien Askvoll, Vilnes, Øn, und Hyllestad. 1862 wurden die beiden südlichsten Unterpfarreien, Øn und Hyllestad (Einwohner: 2475), von Askvoll abgespalten und zusammen mit der Unterpfarrei Bø aus der Kommune Lavik zur neuen Kommune Hyllestad zusammengefasst. Die Einwohnerzahl von Askvoll sank so von etwa 5500 auf 3065 Einwohner.
Am 1. Januar 1888 wurden mehrere Bauernhöfe rund um den Ort Hersvikbygda, im nördlichen Teil der Insel Sula, sowie Bauernhöfe auf weiteren, kleineren Inseln mit einer Gesamteinwohnerzahl von 317 Personen von der Kommune Askvoll gelöst und der Kommune Utvær zugeschlagen. Am 1. Januar 1964 wurden Teile der aufgelösten Kommunen Vevring (407 Bewohner) und Bru (92 Bewohner), die sich südlich des Førdefjord befanden, in die Kommune Askvoll eingegliedert. Die Einwohnerzahl stieg dadurch auf 3585. Am 1. Januar 1990 vollzogen Askvoll und Fjaler einen Landtausch: Die Orte Vårdal, Holmedal, Rivedal und Teile von Hestad (Gesamteinwohnerzahl 731) kamen zu Askvoll, im Gegenzug die Orte Fure, Folkestad und Våge (Gesamteinwohnerzahl 482) zu Fjaler.

### Religion

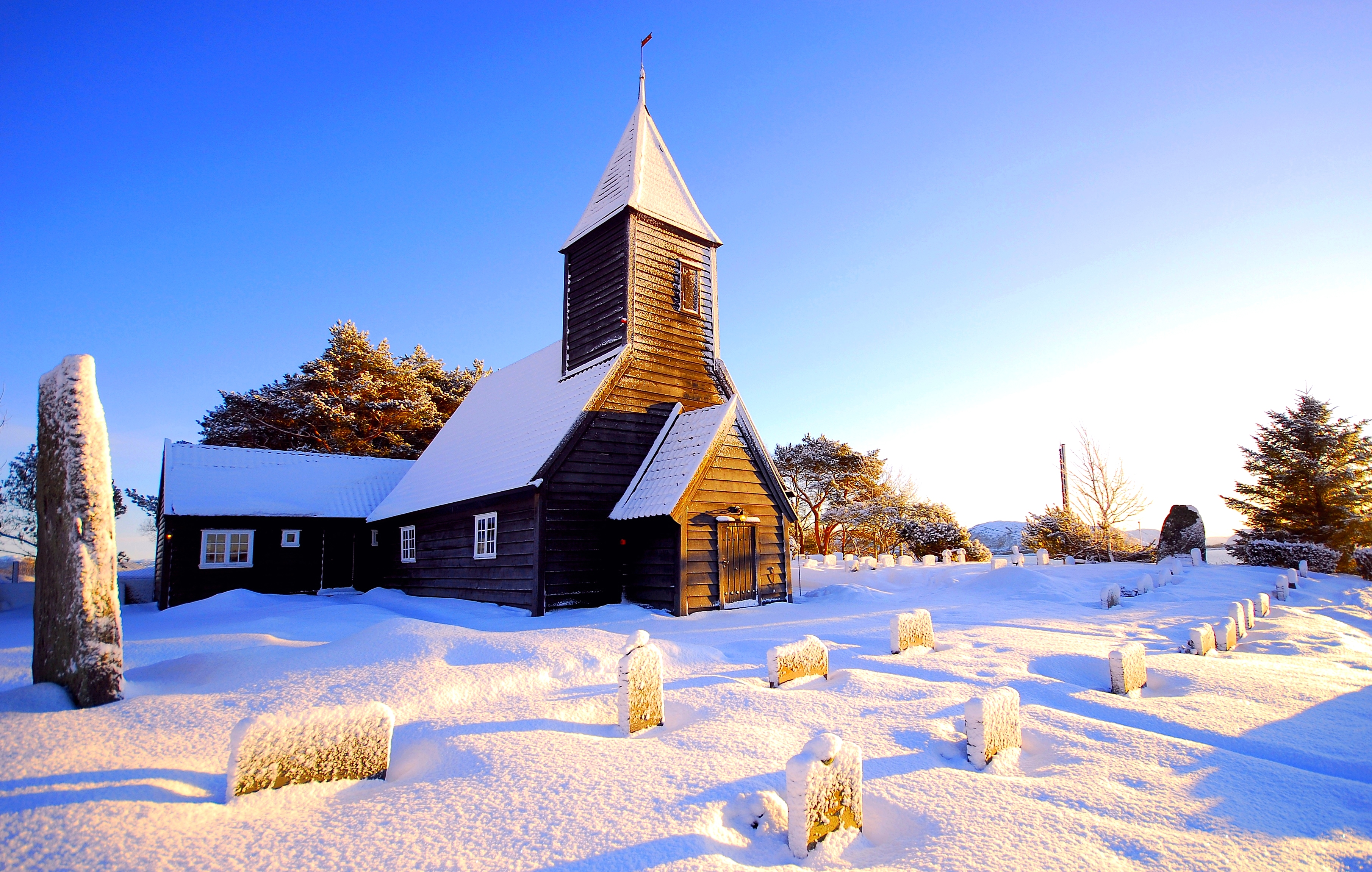
Die Kirche von Vilnes

Die Mehrheit der Bewohner Askvolls gehören der Norwegischen Kirche an. Die zuständige Pfarrei ist die Pfarrei Askvoll, die zur Propstei Sunnfjord (Bistum Bjørgvin) gehört und seit dem 1. Januar 2006, nach der Zusammenlegung mit den Pfarreien Holmedal und Vilnes, mit den Grenzen der Kommune Askvoll identisch ist.
| Pfarrei (Sokn) | Name                       | Ort                | Baujahr |
| -------------- | -------------------------- | ------------------ | ------- |
| Askvoll        | Askvoll kyrkje             | Askvoll            | 1863    |
| Askvoll        | Bulandet bedehuskapell     | Musøya in Bulandet | 1905    |
| Askvoll        | Holmedal kyrkje            | Holmedal           | 1868    |
| Askvoll        | Kvammen kapell             | Kvammen            | 1977    |
| Askvoll        | Stongfjorden bedehuskapell | Stongfjorden       | 1908    |
| Askvoll        | Vilnes kyrkje              | Vilnes (Atløy)     | 1674    |
| Askvoll        | Værlandet bedehuskapell    | Værlandet          | 1960    |

## Politik
- SV: 2
- Ap: 2
- Sp: 6
- V: 4
- H: 7

| Bürgermeister von Askvoll seit 1837 | Bürgermeister von Askvoll seit 1837 | Bürgermeister von Askvoll seit 1837 | Bürgermeister von Askvoll seit 1837 |
| Name                                | Lebensdaten                         | Partei                              | Amtszeit                            |
| ----------------------------------- | ----------------------------------- | ----------------------------------- | ----------------------------------- |
| Georg Prahl Harbitz                 | 1802–1889                           |                                     | 1837–1839                           |
| Mads M. Askevold                    |                                     |                                     | 1839–1840                           |
| Carl Johan Christie                 |                                     |                                     | 1842–1857                           |
| Mons Andersen Askevold              |                                     |                                     | 1858–1862                           |
| Mads M. Askevold                    |                                     |                                     | 1863–1867                           |
| Mathias V. Rødsæth                  |                                     |                                     | 1868–1871                           |
| Jens O. Askevold                    |                                     |                                     | 1872–1873                           |
| Kolbein S. Fismen                   |                                     |                                     | 1874–1879                           |
| Ole S. Nordeide                     |                                     |                                     | 1880–1907                           |
| Mathias K. Stubseid                 | 1864–1934                           | V                                   | 1908–1934                           |
| Olai Einen                          |                                     |                                     | 1934–1942                           |
| Harald Slåttelid                    |                                     | NS                                  | 1942–1945                           |
| Olai Einen                          |                                     |                                     | 1945                                |
| Sverre Ringstad                     |                                     | SP                                  | 1946–1955                           |
| Mads Flokenes                       |                                     | V                                   | 1956–1963                           |
| Magne Loftheim                      |                                     |                                     | 1964–1971                           |
| Kåre Ness                           | * 1929                              | SP                                  | 1972–1987                           |
| Jorunn Ringstad                     | * 1943                              | SP                                  | 1988–1992                           |
| Kjellaug Veivåg Høyvik              | * 1949                              | SP                                  | 1993–2003                           |
| Aud Kari Steinsland                 | * 1950                              | Ap                                  | 2004–2011                           |
| Frida Melvær                        | * 1971                              | H                                   | 2011–2019                           |
| Ole André Klausen                   | * 1975                              | H                                   | seit 2019                           |

### Gemeinderat
Der Gemeinderat besteht aus 21 Mitgliedern, die auf vier Jahre gewählt werden, und setzt sich seit der Gemeinderatswahl 2019 folgendermaßen zusammen:

### Bürgermeister
Der Bürgermeister (ordførar) einer Kommune in Norwegen ist ein Repräsentant der stärksten Partei des Gemeinderats, der gewählt wird, um das Gemeindeparlament zu führen. Für die aktuelle Amtsperiode von 2019 bis 2023 wurde Ole André Klausen, Mitglied der Høgre als Bürgermeister gewählt.

### Wappen
Blasonierung: „In Grün ein silbernes durchbohrtes byzantinisches Kreuz.“
Das Motiv soll an das über 1000 Jahre alte, und fast vier Meter hohe Steinkreuz von Korssund erinnern. Der Ort Korssund gehörte früher zur Kommune Askvoll, wurde aber 1990 der Kommune Fjaler zugeschlagen. Das Wappen wird seit dem 5. Januar 1990 geführt. Die Blasonierung lautet (auf Norwegisch):

«På grøn botn i sølv ein utskrådd gjennombora kross (Korssundkrossen)»

„Auf grünem Boden in Silber ein ausgestelltes (mit nach außen verbreiternden Enden) durchbohrtes Kreuz (Korssundkreuz).“

## Kultur und Sehenswürdigkeiten

### Museen
- Veteranbåtlaget M/S Stangfjord – Museumsschiff
- Bulandet Temapark – Themenpark mit Spezialisierung auf die Fischerei- und Kriegsgeschichte der Region sowie die Küstenlandschaft und -kultur.[10]

### Bauwerke

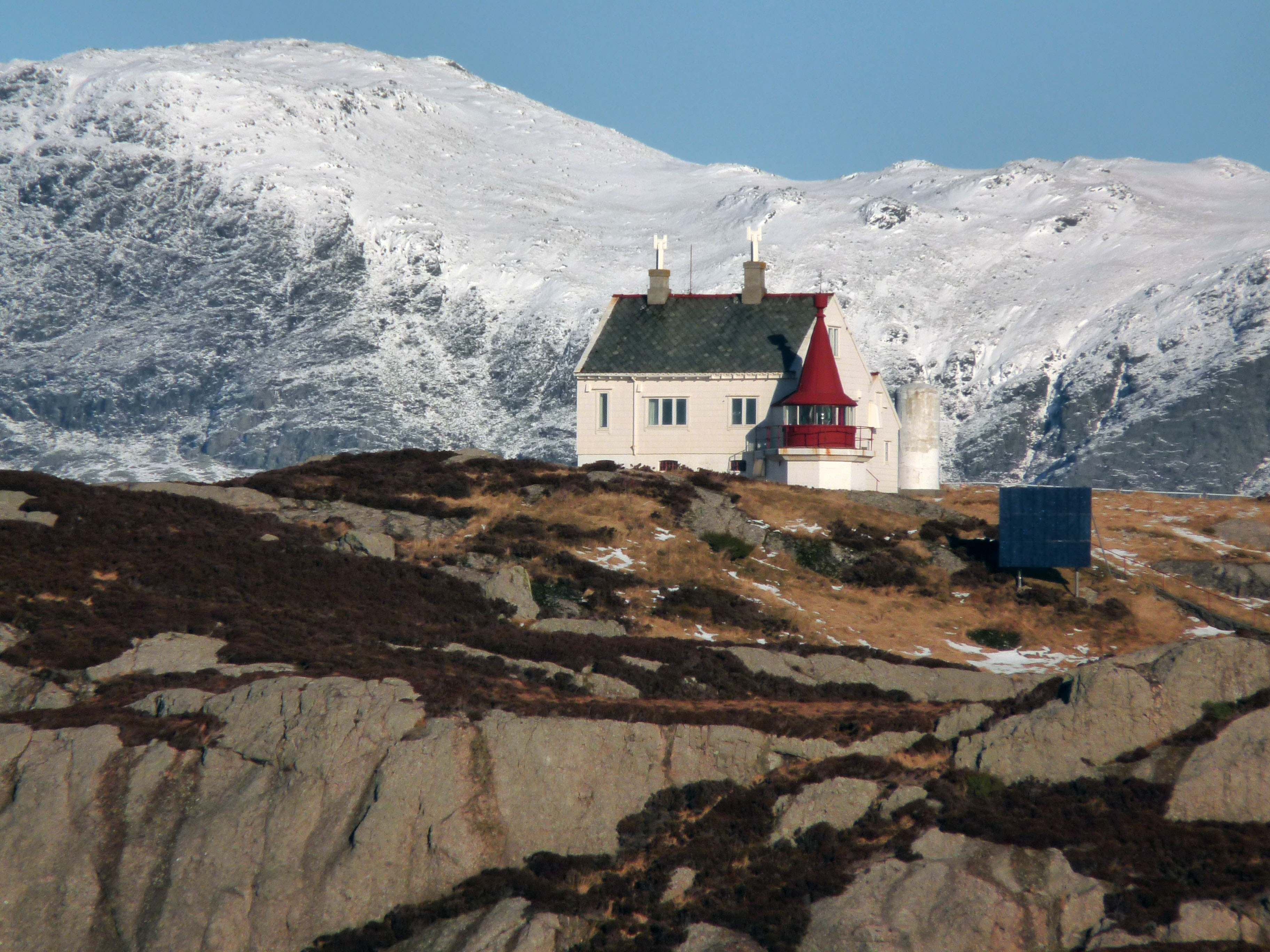
Leuchtturm Geita im Frühjahr 2011

- Ingolf Arnarson Statue – Übermannsgroße Statue von Ingólfur Arnarson auf einem Sockel in der Nähe des Ortes Rivedal am Dalsfjord[11]
- Leuchtturm Geita (norwegisch: Geita fyr) – Leuchtturm auf der Insel Geita, in Betrieb seit 1897

### Naturdenkmäler
Der Berg Alden (auch bekannt als das „Norwegische Pferd“), der sich auf der gleichnamigen Insel befindet, gilt als Sehenswürdigkeit der Gemeinde. Er erhebt sich sehr steil, teilweise fast senkrecht ansteigend bis auf 481 moh. vom Meer und ist bei klarem Wetter rund 100 km weit vom Meer aus sichtbar.

### Sport
In der Gemeinde gibt es zahlreiche Möglichkeiten Sport zu betreiben. Das gut ausgebaute Wegenetz eignet sich zum Fahrradfahren, Reiten und Wandern. Aufgrund zahlreicher Wracks und dem zumeist sehr klaren Wasser in Küstennähe und in den Fjorden  finden sich auch sehr gute Bedingungen zum Sporttauchen. Ebenfalls beliebte Wassersportarten sind Kanufahren und Angeln.

## Wirtschaft und Infrastruktur

### Verkehr

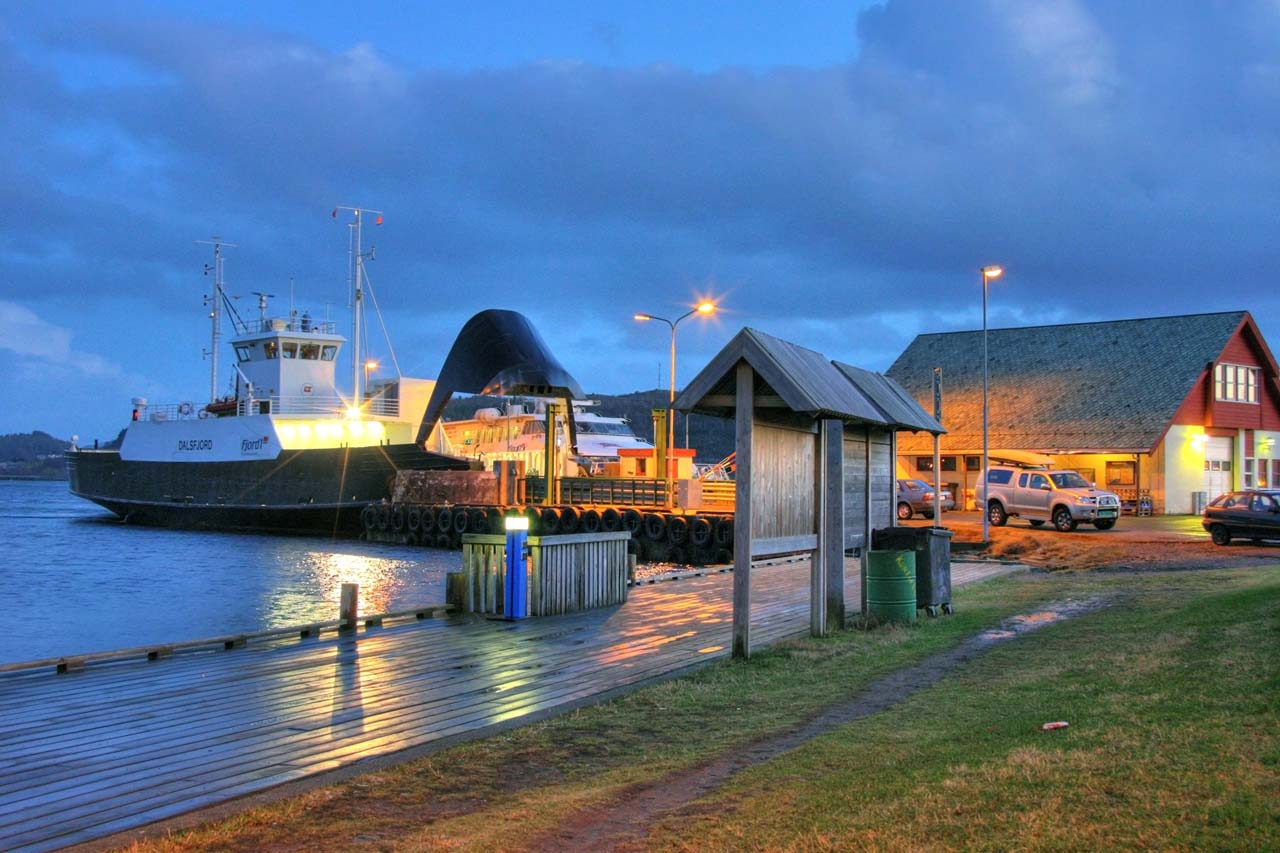
Fähre am Fährkai in Askvoll

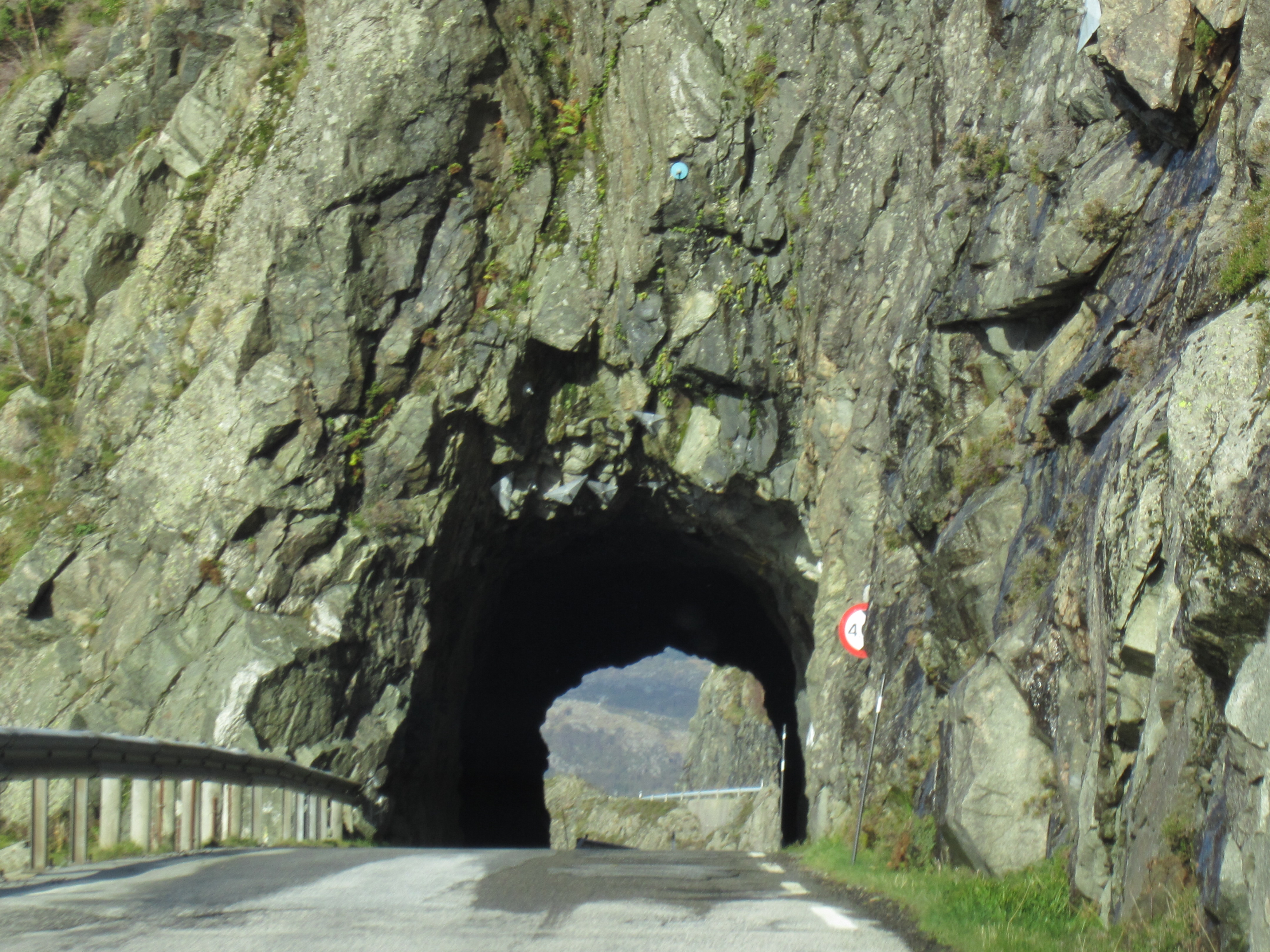
Der Stigabergtunnel auf der Fv609

Die Gemeinde befindet sich wenige Kilometer westlich der E39 und ist von dieser über den Fylkesvei 609 erreichbar, der in einer ausgedehnten Schleife zudem durch einen Großteil der Gemeinde führt. Von dieser Hauptverkehrsroute zweigen mehrere größere und kleinere Stichstraßen ab, darunter die Fylkesveien Fv608, Fv366, Fv363, Fv362 und Fv361. Die beiden größten Inseln der Kommune, Værlandet und Atløy sind mit dem Hauptort Askvoll durch eine regelmäßige Fährverbindung verbunden. Eine Weitere Fährlinie verbindet Askvoll mit Furu, einem Ort in der Kommune Fjaler.

### Ansässige Unternehmen
- Helle Knivfabrikk (Messerhersteller), gegründet 1932
- Bulandet Fiskeindustri (Fischfabrik),
- Sigurd Løkeland Hermetikkfabrikk (Hersteller von Krabben-Konserven)

### Bildung
In der Gemeinde Askvoll gibt es vier Grundschulen mit insgesamt rund 330 Schülern:
- Askvoll skule
- Atløy skule
- Bulandet skule
- Gjelsvik skule

Bis auf die Atløy skule (1. bis 7. Klasse) werden die Schüler an allen Schulen von der 1. bis zur 10. Klasse unterrichtet. Des Weiteren wird in Holmedal eine private Montessorischule unterhalten.

## Söhne und Töchter der Kommune
- Ingólfur Arnarson, Entdecker
- Hans Arentz, Landrichter
- Anders Askevold, Landschaftsmaler
- Nikolaus Gjelsvik, Jurist
- Johannes Harbitz, Seemann
- Jorunn Ringstad, Politiker
- Tore Storehaug (* 1992), Politiker